# Last Days
Last Days (títol original en anglès: Last Days) és una pel·lícula estatunidenca dirigida per Gus Van Sant, estrenada l'any 2005. Està inspirat en els últims dies de la vida del cantant del grup Nirvana: Kurt Cobain, que es va suïcidar l'any 1994. Ha estat doblada al català.

## Argument
Blake és estrella de rock introvertida que pateix el pes de la fama, les obligacions personals i un profund sentiment d'aïllament. Un dia, atret per uns arbres impressionants, s'endinsa en un dens bosc, on troba una deu d'aigua. Molta gent el busca: els seus amics, que només recorren a ell quan necessiten alguna cosa; els directius de la seva casa de discos i fins i tot un detectiu privat. Blake busca en el bosc la inspiració per a la seva última cançó. Finalment, trobarà la solució a la seva turmentada existència. Inspirada en els últims dies de vida de Kurt Cobain, cantant del grup Nirvana i cap del moviment "grunge". "Last Days" relata l'abisme de desesperació i solitud en què es va enfonsar Cobain malgrat els seus grans èxits

## Repartiment
- Michael Pitt: Blake
- Lukas Haas: Luke
- Asia Argento: Asia
- Scott Patrick Green: Scott
- Nicole Vicius: Nicole
- Ricky Jay: el detectiu

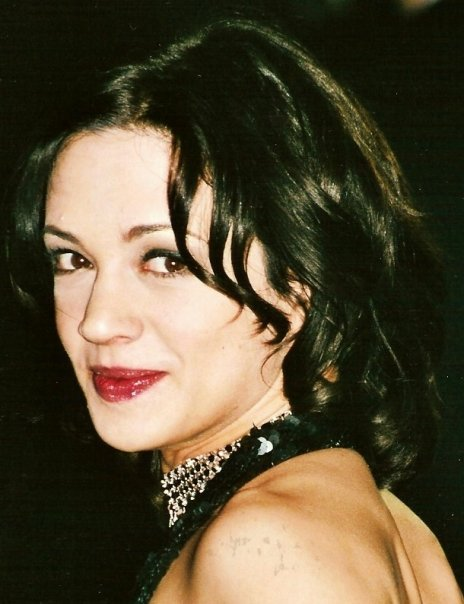
Asia Argento al Festival de Canes 2005.

- Kim Gordon: la representant de la casa de discos
- Thadeus Thomas: el venedor de les pàgines grogues
- Harmony Korine: el tipus a la caixa

## Producció

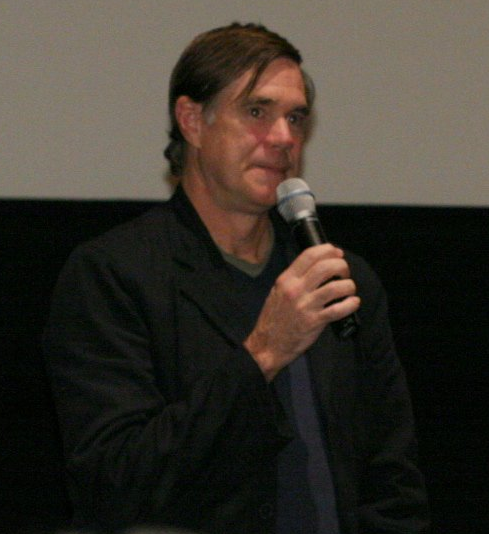
Gus Van Sant l'any 2007

### Projecte i guió
Gus Van Sant va voler fer aquest film després de preguntar-se detingudament el que haurien pogut ser els últims moments del cantant Kurt Cobain abans del seu suïcidi l'any 1994. El realitzador vivia llavors en una gran casa a Portland, massa gran per ell, equiparable per la seva mida i la seva arquitectura a la que vivia Cobain. Ha imaginat que el cantant havia pogut sentir-se tan malament com ell vivint en una casa d'aquest tipus, anunciant ostensiblement el seu èxit social, amb massa peces per poder totes ser ocupades i que és una de les raons per a les quals s'enterrava a aquesta casa. Gus Van Sant d'altra banda primerament va pensar fer el film a la seva pròpia casa, sols amb un únic actor.
Gus Van Sant va conèixer poc Kurt Cobain viu, tot i que s'havien creuat diverses vegades i havien tingut algunes discussions » Destaca que Cobain, quan se'l creuava, es queixava sovint de dolors al ventre, cosa que interpretava com la manifestació física dels seus patiments anímics. Veu el seu suïcidi com una un retrat de la realitat: s'ha amagat, s'ha esborrat. Ha llegit els nombrosos testimoniatges de pròxims de Cobain publicats després del seu suïcidi, així com el llarg informe d'un detectiu i les investigacions de la policia en relació amb la defunció del cantant. S'ha fixat en detalls que podien aparèixer anodins: el que ha menjat el dia de la seva mort, la seva roba, la música que ha escoltat. Ha volgut també treballar a partir d'altres informacions més sorprenents: Kurt Cobain podia vestir-se, disfressar-se de caçador per anar a córrer al bosc...
El realitzador escull Michael Pitt perquè desitja que Blake s'assembli al personatge que Pitt encarnava a Innocents: The Dreamers (cabells curts i negres, accent de Nova Jersey), l'actor demana i obté de portar roba i de pentinar-se com Kurt Cobain, la qual cosa modifica les referències del film, el fa més identificable. Gus Van Sant et Michael Pitt treballen junts durant anys abans que le projecte no sigui acceptat per HBO.
El realitzador no ha volgut fer un film amb personatges que representarien l'entorn real de Kurt Cobain; entorn amb el que no d'altra banda no ha estat en contacte directe. Asia Argento ha desmentit que el seu personatge hagi estat inspirat per Courtney Love, la companya de Kurt Cobain. Gus Van Sant va treballar per contra amb el líder del grup Sonic Youth, Thurston Moore, conseller artístic del film, i la seva companya Kim Gordon, membre del grup, que té el paper de la representant de la discogràfica al film. És gràcies a ells que ha pogut conèixer la manera com viu el món del rock i les relacions entre músics Apareixen així al film les persones que formen part habitualment de l'entorn d'un artista com aquest: « totes les estrelles del rock són envoltades de gent polivalent, que són a la vegada amics i entrenadors, secretaris i cangurs, ajudants i companys … » Aquestes persones viuen a la casa del personatge principal, sense inquietar-se de la seva deriva aparent : el seu treball consisteix també en no molestar-lo.
Gus Van Sant diu que no va tenir dificultats per que HBO acceptés produir el film, primerament perquè era molt poc onerós, i després perquè la idea d'un projecte sobre Kurt Cobain va convèncer immediatament la cadena.

### Rodatge
Després que els nous propietaris de la casa de Kurt Cobain rebutjessin que el film es fes allà, Last Days ha estat rodat en una casa molt gran de pedra negra i en mal estat. Estava situada a Cold Spring, a prop del riu Hudson, a l'Estat de Nova York. El paisatge al voltant de la casa s'assembla tanmateix poc al del Nord-oest de l'Estat de Nova York. Els boscos són nombrosos en aquesta regió. Durant el rodatge, l'equip del film estava allotjat a la casa, la qual cosa permetia sentir el que sentia el personatge de Blake i adaptar-se a les seves sensacions. Gus Van Sant ha declarat en aquest sentit : « Per a nosaltres mateixos era també tan poc confortable com per a Blake i els seus amics. També feia fred. S'han canviat moltes coses en el curs del rodatge... »
Durant el rodatge, Last Days és un film que « acull el que arriba »: el realitzador accepta i inclou els accidents i les idees que poden venir del seu equip. Michael Pitt és dirigit minimament, Gus Van Sant el va deixar crear el seu personatge. L'escena del representant de les pàgines grogues és una escena viscuda durant les proves de vestuari on un representant que volia vendre espais publicitaris, es va presentar creient que es trobava en una botiga.
Amb el seu cap operador Harris Savides, ja present en el seu film precedent Gerry, Gus van Sant considera primerament rodar utilitzant la funció vídeo existent en certs aparells de fotos digitals, finalment va triar rodar amb 35mm.Decideixen utilitzar com a dispositiu de rodatge el del film de Chantal Akerman rodat l'any 1975 Jeanne Dielman, 23, quai du commerce, 1080 Bruxelles. Savides en efecte va analitzar aquest film i va arribar a la conclusió que a cada habitació, només es van fer servir una o dues posicions de càmera. Si l'acció tenia lloc a una habitació que ja havia estat filmada abans, les posicions de càmera eren les mateixes que les de les escenes anteriors. Savides i Van Sant reprenen doncs aquest dispositiu que transgredeixen tanmateix a la fi de Last Days. Tot i que no han volgut posar contracamps a la resta del film, n'hi ha en el pavelló del jardí, quan l'entorn de Blake abandona la casa. Aquest contracamp és necessari per al realitzador perquè el que passarà en aquest lloc no serà visible per a l'espectador: « només es veurà el resultat. La policia, l'ambulància. ».

## Acollida del film
Als Estats Units, el film surt a 12 sales el 24 de juliol de 2005. Va reunir 86.556 dòlars de recaptacions el seu primer cap de setmana d'explotació. El nombre de sales augmenta a continuació, arribant a 31 pantalles el 14 d'agost, per tornar a 12 sales al final del mateix mes. Last Days acumula en total en el mercat americà 454.711 dòlars de recaptació.
A Europa, durant l'any d'estrena, el film totalitza 318.291 espectadors, dels quals 213.693 a França on el film surt poc després del seu pas per Canes. Les entrades s'eleven a 48.061 a Itàlia, 29.380 al Regne Unit, 12.753 a Portugal i 8.461 a Bèlgica.

## Banda original
De la mateixa manera que el film s'inspira en el final de la vida de Kurt Cobain treballant per al·lusions i sense mencionar-ho clarament, la banda original del film s'inspira en la seva música sense utilitzar peces de Nirvana. La música és menys utilitzada al film del que el tema hauria pogut deixar imaginar. Té tanmateix una autèntica importància com un reflex perfecte dels diferents ambients de l'errar del cantant – de la total pèrdua de referències a la dsesperació.
Diversos títols van ser escrits i interpretats per l'actor principal del film, Michael Pitt, sol o acompanyat del seu grup Pagoda. La influència del moviment grunge dels anys 1990 clarament es deixa sentir i Les Inrockuptibles troben també una semblança amb algunes cançons gravades als anys 1980 pel mateix Gus Van Sant. Un títol, Electric Pen, de la mateixa inspiració, és signat per Kim Gordon i Thurston Moore de Sonic Youth. És qualificat de peça aspra i indispensable pels Inrockuptibles. El director els hauria cridat per evitar-ne el ridícul, risc present en un film relacionat amb la música.
La banda original torna també amb el títol Venus in Furs del Velvet Underground que els Inrockuptibles qualifiquen d'abrasador, de seda i sempre espacial.

## Seleccions, premis i nominacions
- Selecció oficial en competició al festival de Canes 2005.
  - Premi Vulcain de l'artista tècnic concedit a Leslie Shatz, enginyera de so.[12]
- Nominació als Premis Independent Spirit 2006 a la millor fotografia